# Первое правительство Меркель
Первое правительство федерального канцлера Германии Ангелы Меркель — второе в истории Германии правительство так называемой «Большой коалиции» (коалиции двух политических партий, получивших на парламентских выборах в сентябре 2005 года наибольшее количество голосов, но не набравших абсолютного большинства и не имеющих возможности создать однопартийное правительство или коалицию с «младшим партнёром»).
Правительство было приведено к присяге 22 ноября 2005, прекратило полномочия 28 октября 2009.
- Ангела Меркель (Angela Merkel) (ХДС) — канцлер
- Томас де Мезьер (Thomas de Maizière) (ХДС) — министр по особым делам и руководитель канцелярии
- Франц Мюнтеферинг (Franz Müntefering) (СДПГ) — заместитель канцлера и министр труда и социальных вопросов (с ноября 2005 по ноябрь 2007)
- Олаф Шольц (Olaf Scholz) (СДПГ) — министр труда и социальных вопросов (с ноября 2007 по октябрь 2009)
- Франк-Вальтер Штайнмайер (Frank-Walter Steinmeier) (СДПГ) — заместитель канцлера (с ноября 2007) и министр иностранных дел
- Вольфганг Шойбле (Wolfgang Schäuble) (ХДС) — министр внутренних дел
- Франц Йозеф Юнг (Franz Josef Jung) (ХДС) — министр обороны
- Бригитта Циприс (Brigitte Zypries) (СДПГ) — министр юстиции
- Пеер Штайнбрюк (Peer Steinbrück) (СДПГ) — министр финансов
- Михаэль Глос (Michael Glos) (ХСС) — министр экономики и технологии
- Хорст Зеехофер (Horst Seehofer) (ХСС) — министр защиты потребителей, продовольствия и сельского хозяйства (с ноября 2005 по октябрь 2008)
- Ильзе Айгнер (Ilse Aigner) (ХСС) — министр защиты потребителей, продовольствия и сельского хозяйства (с октября 2008)
- Улла Шмидт (Ulla Schmidt) (СДПГ) — министр здравоохранения
- Вольфганг Тифензее (Wolfgang Tiefensee) (СДПГ) — министр транспорта, строительства, городского развития и развития Восточной Германии
- Урсула фон дер Лейен (Ursula von der Leyen) (ХДС) — министр по делам семьи, пожилых граждан, женщин и молодёжи
- Аннетте Шаван (Annette Schavan) (ХДС) — министр исследований и образования
- Зигмар Габриэль (Sigmar Gabriel) (СДПГ) — министр окружающей среды
- Хайдемари Вечорек-Цойль (Heidemarie Wieczorek-Zeul) (СДПГ) — министр экономического сотрудничества и развития

Состав правительства был одобрен на отдельных съездах ХДС, ХСС и СДПГ 14 ноября 2005 года.